# Chenolea incana
Chenolea incana är en amarantväxtart som beskrevs av Nikolaus Joseph von Jacquin. Chenolea incana ingår i släktet Chenolea och familjen amarantväxter. Inga underarter finns listade i Catalogue of Life.